# Doue (Fluss)
Die Doue ist ein kleiner Fluss in Frankreich, der im Département Dordogne in der Region Nouvelle-Aquitaine verläuft. Sie entspringt im Gemeindegebiet von Piégut-Pluviers, im Regionalen Naturpark Périgord-Limousin und mündet nach rund 18 Kilometern im Gemeindegebiet von Javerlhac-et-la-Chapelle-Saint-Robert als rechter Nebenfluss in den Bandiat. Ihr durchschnittliches Gefälle beträgt 9,14 m/km.

## Durchflossene Gemeinden
- Im Kanton Périgord Vert Nontronnais:
  - Piégut-Pluviers
  - Augignac
  - Saint-Estèphe
  - Le Bourdeix
  - Saint-Martin-le-Pin
  - Javerlhac-et-la-Chapelle-Saint-Robert

## Verlauf
Der Fluss entspringt in 280 Meter Höhe beim Weiler La Noche in der Gemeinde Piégut-Pluviers. Ihre anfängliche Fließrichtung ist nach Südwest, wobei sie die Grenze zwischen den Gemeinden Piégut-Pluviers und Augignac und dann zwischen Saint-Estèphe und Augignac bildet. Nach 5 Kilometern wird sie bei Saint-Estèphe zum 30 Hektar großen Grand-Étang aufgestaut, einem beliebten Badesee mit Campingplatz. Unmittelbar talabwärts durchquert sie das Felsenmeer des Chapelet du Diable mit dem Roc Branlant. Sie ändert dann bei Le Briodet ihren Kurs und fließt nach Westen. Bei Pinard (Gemeinde Le Bourdeix) nimmt sie als rechten Nebenfluss den Ruisseau des Forges auf und ändert erneut ihre Fließrichtung nach Südwest. Vor ihrer Mündung in den Bandiat kommt ihr noch als linker Seitenarm der Combas bei der Mühle Le Moulin de chez Jouannaud entgegen. Die Mündung in den Bandiat erfolgt etwa 1 Kilometer südöstlich von Javerlhac auf 120 Meter Höhe.

## Geologie
Die Doue entwässert zum Großteil den Piégut-Pluviers-Granodiorit. Erst mit Erreichen des Gemeindegebiets von Javerlhac-et-la-Chapelle-Saint-Robert bei der Mühle Le Moulin Vieux (etwa 2 Kilometer vor der Mündung) fließt sie durch flachliegende Sedimente des Aquitanischen Beckens, bestehend aus Lias (Pliensbachium und Toarcium) und Kalken des Doggers (Bathonium, teilweise auch rekristallisiert vorliegend). Die Mündung erfolgt im pleistozänen Alluvium des Bandiat-Tales.